# Andy Griffith

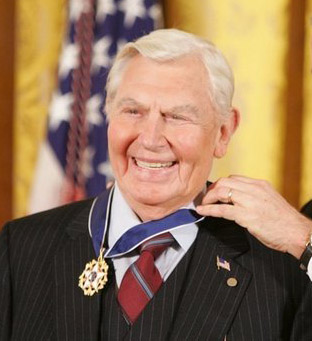
Andy Griffith im Jahr 2005, als er die Presidential Medal of Freedom erhielt

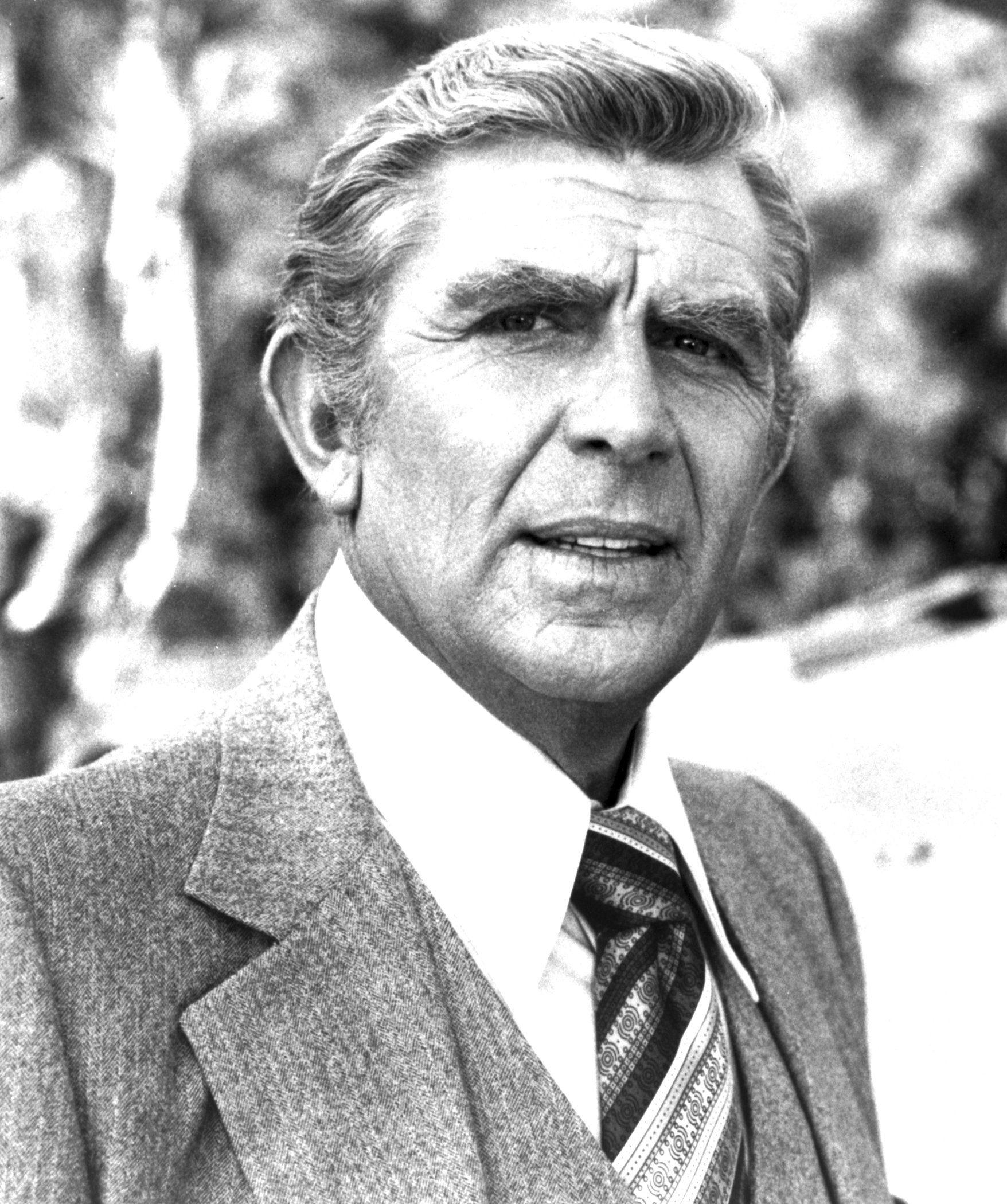
Andy Griffith (1984)

Andrew Samuel Griffith (* 1. Juni 1926 in Mount Airy, North Carolina; † 3. Juli 2012 in Manteo, Roanoke Island) war ein US-amerikanischer Schauspieler sowie Country- und Gospel-Sänger. In seinem Heimatland wurde er in den 1960er-Jahren durch die Andy Griffith Show zum Fernsehstar, im deutschsprachigen Raum wurde er vor allem durch die Titelrolle in der Fernsehserie Matlock (1986–1995) bekannt.

## Werdegang
Griffith begann seine Karriere als Stand-up-Comedian. Sein erster Erfolg war 1953 die Live-Aufzeichnung einer von ihm vorgetragenen Geschichte mit dem Titel What It Was, Was Football. Sie handelte von einem Landjungen und seinem ersten Football-Spiel, über die „großen orangefarbenen Getränke und die Jungs, die rauf und runter laufen auf der Kuhweide, in dem schrecklichsten Kampf, den ich jemals sah“ und „diesen quirligen Mädchen, die diese winzigkleinen Röcke tragen und herumtanzen“. Die Single What It Was, Was Football kam im Januar 1955 erstmals in die US-Singlecharts und erreichte Platz 9.
Im selben Jahr nahm er Number One Street auf, die Geschichte einer ländlichen Familie, die auf dem U.S. Highway 1 nach Florida reist. 1954 ging er an den Broadway und trat in dem Theaterstück No Time for Sergeants auf, das von einem Landjungen in der United States Air Force handelt. 1959 wurde das Stück verfilmt und war außerdem die Vorlage für die spätere Fernsehserie Gomer Pyle, U.S.M.C. (1964–1969).
Griffith hatte 1957 sein Kinodebüt in dem Film Ein Gesicht in der Menge. Ein weiteres Mal spielte er den Jungen vom Land und einen Entertainer, der ein scheinbar trottelhaftes Auftreten dazu nutzt, politische Macht zu erlangen. Dieser Film zeigte Griffiths Talent als dramatischer Schauspieler. Der Film von Elia Kazan setzte sich kritisch mit dem damals noch jungen Medium Fernsehen auseinander und zeigte bereits damals dessen Möglichkeiten zur politischen Beeinflussung. Er selbst war die Vorlage für die Hanna-Barbera-Zeichentrickfigur Huckleberry Hound in der Zeichentrickserie Hucky und seine Freunde, die zum ersten Mal 1958 im Fernsehen zu sehen war.
Ab 1960 wurde Griffith mit seiner Andy Griffith Show bekannt, die ein sehr großer Erfolg in den USA war. Die Zuschauer identifizierten sich mit Sheriff Taylor, seinem Sohn Opie (Ron Howard), Tante Bee (Frances Bavier), Deputy Barney Fife (Don Knotts), Gomer Pyle (Jim Nabors), Goober Pyle (George Lindsey) und der Stadt Mayberry. Nach dem Ende seiner Show 1968 war Griffith in verschiedenen Serien zu sehen, die allerdings nicht so erfolgreich waren: The Headmaster (1970), Die neue Andy-Griffith-Show (1971) und Salvage I (1979). Außerdem wirkte er in verschiedenen Fernsehproduktionen mit, wie in Strangers in 7a (1972), Winter Kill (1974) Pray for the Wildcats (1974) und Colorado Saga (1978). 1981 wurde Griffith für seine Rolle in dem Fernsehfilm Murder in Texas für einen Emmy nominiert. 
Mit der Fernsehserie Matlock, die 1986 startete und mit neun Fernsehstaffeln bis 1995 produziert wurde, konnte Griffith an frühere Erfolge anschließen. In dieser Serie spielte er einen älteren schlitzohrigen Strafverteidiger in Atlanta, der damit beschäftigt ist, unschuldige Angeklagte in Mordfällen zu verteidigen. In der jeweiligen abschließenden Gerichtsszene gelingt es ihm jedes Mal, den wahren Mörder zu entlarven und so seinen Klienten freizubekommen. Eric Vaessen war seine deutsche Synchronstimme.
Nach dem Ende der Serie wirkte Griffith noch in verschiedenen amerikanischen Fernsehproduktionen mit. 2007 war er als „Joe“ in der Tragikomödie Jennas Kuchen – Für Liebe gibt es kein Rezept zu sehen. 2008 hatte Griffith, der auch ein bekannter Country- und Gospelsänger war, einen Gastauftritt in dem Videoclip für den Song Waitin' on a Woman des Countrysängers Brad Paisley. Bereits 1997 hatte Griffith einen Grammy für sein Album I Love to Tell the Story – 25 Timeless Hymns erhalten. 
2005 war ihm von US-Präsident George W. Bush die Freiheitsmedaille („The Presidential Medal of Freedom“), die höchste zivile Auszeichnung in den USA, überreicht worden. Griffith starb im Juli 2012 im Alter von 86 Jahren in seinem Haus in Manteo an den Folgen eines Herzinfarkts. Er wurde auf seinem Anwesen bestattet.

## Filmografie (Auswahl)

### Filme
- 1957: Ein Gesicht in der Menge (A Face in the Crowd)
- 1983: Mord im falschen Bezirk
- 1984: Rhapsodie in Blei (Rustlers’ Rhapsody)
- 1985: Schuldlos hinter Gittern (Crime of Innocence)
- 1994: … und Hoffnung auf Liebe (The Gift of Love)
- 1996: Agent 00 – Mit der Lizenz zum Totlachen (Spy Hard)
- 2001: Black Point – Kalte Angst
- 2001: Daddy and them – Durchgeknallt in Arkansas
- 2007: Jennas Kuchen – Für Liebe gibt es kein Rezept (Waitress)
- 2009: Play the Game

### Fernsehserien
- 1960–1968: Andy Griffith Show
- 1970: Headmaster
- 1971: The New Andy Griffith Show
- 1972: Hawaii Fünf-Null (1 Folge)
- 1976: Die Sieben-Millionen-Dollar-Frau (Episode: Fluchthilfe)
- 1977: Washington: Hinter verschlossenen Türen (Washington: Behind Closed Doors)
- 1978/1979: Colorado Saga (Centennial)
- 1979: From Here to Eternity (TV-Miniserie)
- 1979: Salvage 1 – Hinter der Grenze zum Risiko
- 1985: Hotel (1 Folge)
- 1986–1995: Matlock
- 1996: Diagnose: Mord (Episode: Matlock – Helfer in der Not, Zweiteiler)
- 2001: Dawson’s Creek (Episode 4.14: Ein Wintermärchen)

## Diskografie

### Alben
| Jahr | Titel                                               | Höchstplatzierung, Gesamtwochen, AuszeichnungChartplatzierungen (Jahr, Titel, Platzierungen, Wochen, Auszeichnungen, Anmerkungen) | Höchstplatzierung, Gesamtwochen, AuszeichnungChartplatzierungen (Jahr, Titel, Platzierungen, Wochen, Auszeichnungen, Anmerkungen) | Anmerkungen |
| Jahr | Titel                                               | US | Country | Anmerkungen |
| ---- | --------------------------------------------------- | --- | --- | ----------- |
| 1996 | I Love To Tell The Story: 25 Timeless Hymns         | US55 Platin · (28 Wo.)US | — |             |
| 1998 | Just as I Am: 30 Favorite Old Time Hymns            | US143 (3 Wo.)US | — |             |
| 2003 | The Christmas Guest: Stories And Songs of Christmas | US141 (1 Wo.)US | Country21 (8 Wo.)Country |             |

Weitere Alben
- 1953: What it Was, Was Football
- 1958: Just for Laughs
- 1959: Shouts the Blues and Old Timey Songs
- 1964: Andy and Cleopatra
- 1972: Somebody Bigger Than You and I
- 1993: American Originals
- 1995: Precious Memories: 33 Timeless Hymns (US: Gold)
- 1997: Sings Favorite Old-Time Songs
- 1998: Wit & Wisdom of Andy Griffith
- 2000: Favorite Old Time Songs
- 2002: Absolutely the Best
- 2003: Back to Back Hits
- 2003: The Christmas Guest
- 2005: Bound for the Promised Land: The Best of Andy Griffith Hymns
- 2005: The Collection
- 2005: Pickin’ and Grinnin’: The Best of Andy Griffith

### Singles
| Jahr | Titel Album                 | Höchstplatzierung, Gesamtwochen, AuszeichnungChartsChartplatzierungen (Jahr, Titel, Album, Platzierungen, Wochen, Auszeichnungen, Anmerkungen) | Anmerkungen |
| Jahr | Titel Album                 | US | Anmerkungen |
| ---- | --------------------------- | --- | ----------- |
| 1955 | Make Yourself Comfortable – | US26 (1 Wo.)US |             |